# (110) Lydie
Pour les articles homonymes, voir Lydie et Lydia.
(110) Lydie (désignation internationale (110) Lydia) est un astéroïde de la ceinture principale découvert par Alphonse Borrelly le 19 avril 1870.

## Compléments